# Christine Clarke
Christine Clarke (Scarborough, 11 de agosto de 1960) es una deportista canadiense que compitió en remo. Ganó dos medallas de bronce en el Campeonato Mundial de Remo, en los años 1985 y 1986.

## Palmarés internacional
| Campeonato Mundial | Campeonato Mundial       | Campeonato Mundial | Campeonato Mundial |
| Año                | Lugar                    | Medalla            | Prueba             |
| ------------------ | ------------------------ | ------------------ | ------------------ |
| 1985               | Malinas (Bélgica)        | Medalla de bronce  | Cuatro con timonel |
| 1986               | Nottingham (Reino Unido) | Medalla de bronce  | Cuatro con timonel |